# The living tree in concert
The living tree in concert is een livealbum van het duo Jon Anderson en Rick Wakeman. Beide heren, die beiden lid waren van Yes in de jaren 70 van de 20e eeuw, zagen een lange tournee met die band niet meer zitten. Andersons stem gaf problemen en ook bij Wakeman begonnen de jaren te tellen. Ze waren wel in de stemming voor een nieuw studioalbum, The living tree en een kleine toer. Gedurende die toer werden opnamen gemaakt voor dit album, waarbij Andersons stem helder als altijd klinkt. 
De hoes is weer van Mark Wilkinson. 
De heren gingen na hun gezamenlijke optreden weer solo-optreden verzorgen.

## Musici
- Jon Anderson – zang en allerlei
- Rick Wakeman – toetsinstrumenten

## Muziek
| Nr. | Titel                    | Duur |
| --- | ------------------------ | ---- |
| 1.  | And you and I            | 5:20 |
| 2.  | Living tree (part 1)     | 4:05 |
| 3.  | Morning star             | 4:24 |
| 4.  | Long distance roundabout | 2:49 |
| 5.  | Garden                   | 3:07 |
| 6.  | Living tree (part 2)     | 4:19 |
| 7.  | Time and a word          | 4:56 |
| 8.  | Just one man             | 4:47 |
| 9.  | 23/24/11                 | 5:43 |
| 10. | Southside                | 6;50 |
| 11. | House of freedom         | 6:20 |
| 12. | The meeting              | 3:59 |